# Виродок у замку
«Виродок у замку» (англ. Castle Freak) — американський фільм жахів, знятий за оповіданням Говарда Лавкрафта

## Сюжет
Звичайна американська родина дізнається, що вона успадкувала замок 12 століття в Італії. Як тільки вони приїжджають в нього, починають відбуватися дивні речі. Незвичайні звуки доносяться з підземелля. Сліпа дочка починає розказувати, що вночі до неї хтось приходив. Коли знаходять два звірячо знівечених трупа, сім'ї доводиться покинути замок. Чи встигнуть вони це зробити?

## У ролях
| Актор                      | Роль               |
| -------------------------- | ------------------ |
| Джеффрі Комбс              | Джон Рейлі         |
| Барбара Кремптон           | Сьюзен Рейлі       |
| Джонатан Фуллер            | Джорджіо           |
| Джессіка Доллархайд        | Ребекка Рейлі      |
| Массімо Саркеллі           | Джианнетті         |
| Елізабет Каза              | Агнес              |
| Лука Дзінгаретті           | Форте              |
| Хелен Стерлінг             | герцогиня ДеОрсіно |
| Алессандро Себастьян Сатта | Джей Джей          |
| Рафаелла Оффідані          | Сільвана           |
| Марко Стефанеллі           | Бенедетті          |
| Тунні Пірас                | Грімальді          |
| Роландо Кортегіані         | Тоніо              |
| Керолін Гордон             |                    |
| Сюзанна Гордон             |                    |
| Джилліан Гордон            |                    |
| Маргарет Гордон            |                    |
| Сантіно Сенсіні            | карабінер          |

## Саундтрек
| Список треків | Список треків           | Список треків |
| #             | Назва                   | Тривалість    |
| ------------- | ----------------------- | ------------- |
| 1.            | «Prologue»              | 6:30          |
| 2.            | «The Toy Room»          | 1:28          |
| 3.            | «The Castle»            | 3:19          |
| 4.            | «Giorgio Unleashed»     | 3:08          |
| 5.            | «The Family Tomb»       | 3:02          |
| 6.            | «John's Despair»        | 1:35          |
| 7.            | «Giorgio Shops»         | 4:32          |
| 8.            | «Il Castello di Giove»  | 2:08          |
| 9.            | «Giorgio Abducts Becky» | 7:50          |
| 10.           | «The Finale Battle»     | 8:07          |
| 41:43         |                         |               |